# Du lịch Trung Quốc
Du lịch Trung Quốc đã phát triển đáng kể trong vài thập kỷ qua kể từ khi bắt đầu thực thi chính sách cải cách và mở cửa. Sự nổi lên của một tầng lớp trung lưu giàu có đồng thời với việc giảm bớt một số hạn chế di chuyển của nhà cầm quyền Trung Quốc là hai nhân tố thúc đẩy sự bùng nổ của ngành du lịch. Trung Quốc đã trở thành một thị trường du lịch hàng đầu thế giới.
Trung Quốc là nước lớn thứ tư trên thế giới đối với du lịch đến. Số lượng khách du lịch quốc tế đã đạt mức 55 triệu trong năm 2007. Doanh thu ngoại hối đạt 41,9 tỷ đô-la Mỹ, xếp thứ năm trên thế giới trong năm 2007. Số lượt khách du lịch nội địa đạt 1,61 tỷ lượt khách, với tổng thu nhập 777,1 tỷ nhân dân tệ.
Theo WTO, đến năm 2020, Trung Quốc sẽ trở thành quốc gia du lịch lớn nhất thế giới về du lịch đến và xếp thứ tư về du lịch ra nước ngoài. Xét về tổng chi tiêu du lịch ra, Trung Quốc hiện đang xếp hạng thứ năm và dự kiến sẽ được phát triển nhanh nhất trên thế giới trong thời kỳ 2006-2015, sẽ đạt vị trí thứ nhì đối với tiêu chí tổng chi tiêu du lịch vào năm 2015.
Doanh thu ngành du lịch Trung Quốc đại 185 tỷ USD trong năm 2009.
Tại Trung Quốc Quý khách có thể thăm quan các điểm đến sau: Tô Châu, Thành Đô, Tây An, Đại Hồng Bào, Thiên Đảo Hồ, Thanh Tú Sơn, Thạch Lâm, Viên Gia Giới, Hương Sơn, Bắc Hải, Trịnh Châu, Thiếu lâm Tự, Đảo Cổ Lãng Tự, Thẩm Quyến, Lạc Sơn, Trương Gia Giới, Nga My Sơn, Vô Tích, Chu Hải, Trùng Khánh, Tam Á, Hạ Môn, Thiên Tân, Phủ Khai Phong, Thủy Liêm Động, Côn Minh, Quế Lâm, Lệ Giang, Đại Lý, Vạn Lý Trường Thành, Mâu Ni Câu, Phúc Kiến, Thổ Lâu, Ninh Ba, Hải Khẩu, Hoành Điếm, Nam Ninh, Quảng Châu, Trung Sơn, Thượng Hải, Khai Phong, Bắc Kinh, Phúc Châu, Vũ Di Sơn, Thành Cổ Phượng Hoàng, Cáp Nhĩ Tân, Lạc Dương, Ô Trấn, Hàng Châu.

#### Thời điểm lý tưởng để khám phá Trung Quốc
Mùa xuân từ tháng 3 đến tháng 5 là thời điểm lãng mạn để đến Trung Quốc. Thời tiết ấm áp với cây cối, hoa cỏ bừng nở tạo nên cảnh sắc tuyệt đẹp. Bên cạnh đó, bạn có thể tham gia các lễ hội địa phương và trải nghiệm những nghi thức truyền thống độc đáo. Các thành phố đáng ghé thăm vào mùa xuân bao gồm Côn Minh, Hàng Châu, Phượng Hoàng Cố Trấn và nhiều địa điểm khác.
Mùa hè từ tháng 6 đến tháng 8, bên cạnh khí hậu nóng bức, nếu bạn đến phía Tây, thời tiết sẽ mát mẻ hơn và thiên nhiên xanh tươi. Những địa điểm nên ghé thăm trong mùa hè là Trương Gia Giới với núi sa thạch, Bắc Kinh với cung điện mùa hè, Tây Tạng và Mông Cổ với cao nguyên trải dài.
Mùa thu từ tháng 9 đến tháng 11 là thời điểm đẹp nhất trong năm ở Trung Quốc. Thời tiết mát mẻ, khô ráo, và có lễ hội Trung Thu hoành tráng. Bạn sẽ được ngắm nhìn cảnh sắc lãng mạn với cây cối đỏ rực rỡ khi đến Bắc Kinh, Tứ Xuyên và nhiều địa điểm khác.
Mùa đông từ tháng 11 đến tháng 2 là thời điểm du lịch thấp điểm tại Trung Quốc với nhiệt độ rất thấp và tuyết phủ đầy. Tuy nhiên, nếu bạn muốn trải nghiệm những hoạt động thú vị như ngắm tuyết hay trượt tuyết.

#### Kinh nghiệm du lịch Trung Quốc
Hãy chuẩn bị trước tại Việt Nam một số lượng tiền Nhân dân tệ để tiện chi tiêu.
Chọn nhà hàng, quán ăn có nhiều khách hàng và có bảng giá rõ ràng sẽ giúp bạn ăn uống ngon và an toàn hơn.
Chuẩn bị vật dụng cần thiết là đồ dùng vệ sinh cá nhân, quần áo, giày thể thao. Trung Quốc có hệ thống phương tiện giao thông khá phát triển, bạn có thể sử dụng tàu hỏa, tàu cao tốc, xe buýt, taxi,... để di chuyển giữa các thành phố hoặc địa phương.